# Commiphora habessinica
Commiphora habessinica là một loài thực vật có hoa trong họ Burseraceae. Loài này được (O.Berg) Engl. mô tả khoa học đầu tiên năm 1883.